# ایگوانای گالاپاگوسی صورتی
ایگوانای گالاپاگوسی صورتی (نام علمی: Conolophus marthae) نام یک گونه از تیره ایگوآنایان است. این گونه فقط در شمال جزیره ایسابلا در گالاپاگوس یافت می‌شود. این ایگوانا دارای بدنی صورتی رنگ و قسمت‌هایی سیاه رنگ است. این ایگوانا برای نخستین بار در جهان در سال ۱۹۸۶ میلادی کشف و نامگذاری گردیده است.
کمتر از ۲۰۰ عدد فرد بالغ باقی مانده. هنگامی این جانور برای اولین بار توصیف شد IUCN به دلیل ناچیز بودن جمعیت، این گونه را، گونه ای در معرض انقراض قلمه داد.